# Krzysztof Kowalik (ur. 1959)
Krzysztof Kowalik (ur. 1959) – polski duchowny katolicki, salezjanin, doktor habilitowany nauk teologicznych, profesor nadzwyczajny Wydziału Teologii Katolickiego Uniwersytetu Lubelskiego i innych uczelni.

## Życiorys
Został członkiem zakonu salezjanów. W 1994 na Wydziale Teologii KUL na podstawie napisanej pod kierunkiem Stanisława Celestyna Napiórkowskiego rozprawy pt. Doktora Marcina Lutra Komentarz do Magnifikat. Studium teologiczno-ekumeniczne uzyskał stopień naukowy doktora nauk teologicznych. Tam też na podstawie dorobku naukowego oraz rozprawy pt. Funkcja doświadczalna w teologii. Próba oceny teologiczno-metodologicznej dyskusji we współczesnej literaturze niemieckiej otrzymał w 2003 stopień naukowy doktora habilitowanego nauk teologicznych w specjalności teologia dogmatyczna.
W latach 1994–2003 był asystentem i adiunktem w Katedrze Mariologii KUL, a w latach 2003–2004 pełnił funkcję jej kierownika. Był profesorem nadzwyczajnym KUL oraz Uniwersytetu Gdańskiego (Wydział Nauk Społecznych; Instytut Filozofii, Socjologii i Dziennikarstwa).
Został profesorem nadzwyczajnym Politechniki Opolskiej (Wydział Wychowania Fizycznego i Fizjoterapii; Instytut Turystyki i Rekreacji).